# Portrait d'Agnolo Doni

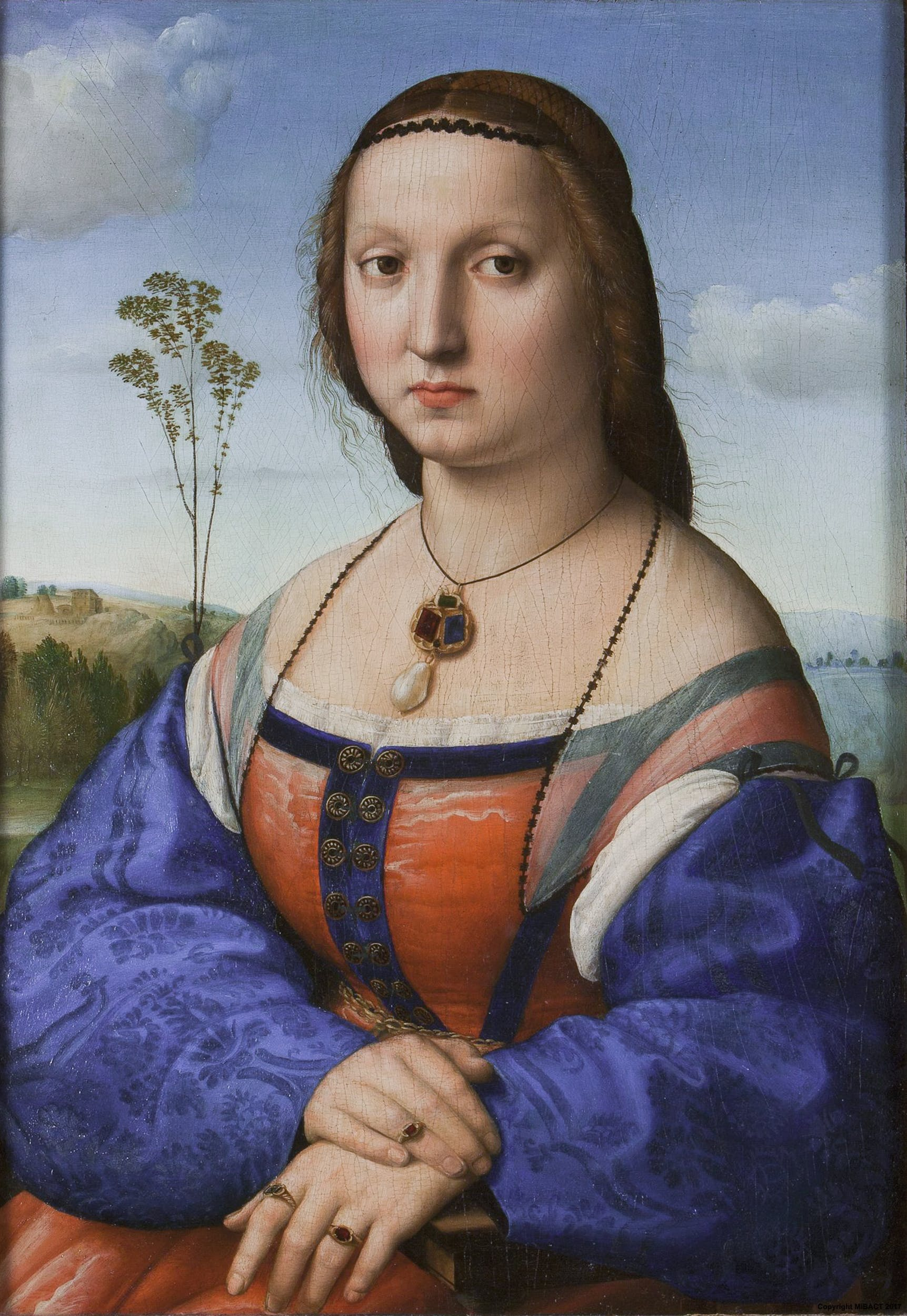
Portrait de Maddalena Doni, le pendant du tableau.

Le Portrait d'Agnolo Doni est une peinture à l'huile sur bois de 65 × 45 cm, datant d'environ 1506, du peintre Raphaël, conservée au musée des Offices, à Florence. Le tableau a été réalisé au cours de la période florentine de l'artiste.

## Histoire
Le portrait a été commissionné à Raphaël par Agnolo Doni, un riche marchand et mécène florentin en même temps que celui de son épouse Maddalena Strozzi, après leur mariage de 1503.
Les deux portraits eurent à l'époque un grand succès.
L'œuvre est restée en possession de ses descendants jusqu'en 1826, quand elle a été cédée au Grand-duc Léopold II de Toscane.
La réalisation du portrait d'Agnolo est légèrement antérieure à celui de son épouse.

## Description
Le personnage est représenté en buste, assis sur un balcon avec un parapet donnant sur un magnifique panorama, la tête tournée vers la spectateur.
Sa condition de riche bourgeois est témoignée par la finesse de l'habit, des nombreux anneaux aux mains et par le regard assuré et direct.
Le couvre-chef sombre et les longs cheveux de couleur châtain encadrent le visage dont les détails physiques sont traités avec fidélité et soin selon les modèles nordiques interprétés par le Pérugin et d'autres artistes italiens.
La finesse des traits du pinceau est visible dans la représentation tout en souplesse des cheveux crépus.
Les amples et lourdes manches rouges de la veste sortent d'une casaque sombre, tenue à la taille par une ceinture, tandis qu'une chemise blanche dépasse aux poignets et au cou.
Sur le verso des deux portraits se trouve une représentation monochrome du mythe de Deucalion et Pyrrha, en particulier le déluge envoyé par les dieux, attribué à un peintre tardif, suiveur de Raphaël.

## Analyse
Les détails n'enlèvent rien à la primauté du tableau par le visage du protagoniste et de son état d'âme mis en évidence par les imperceptibles lignes de force et par le jeu de contrastes entre le clair et le sombre qui exaltent le visage.
Les collines par exemple se dégradent de gauche à droite, en suivant la ligne de force qui va du cou d'Angolo Doni à son avant-bras gauche. Deux petits nuages dans le ciel équilibrent et remplissent les angles vides de la peinture.
Les couleurs aussi bien dans la figure que sur l'arrière-plan sont le reflet des recherches de Raphaël au cours de cette période avec des tons renforcés produisant plus de corps et d'effet.
La pose est caractérisée par une souplesse naturelle. La représentation pointue du regard démontre un intérêt certain pour la psychologie.
Les détails physiques même ceux esthétiquement imparfaits sont traités par l'artiste avec une objectivité raffinée qui ne porte pas atteinte à la dignité du personnage.
L'arrière-plan est constitué par un paysage ombrien, avec ses éléments typiques comme le rocher et quelques arbrisseaux ainsi que les collines se perdant au loin, sous un ciel bleu parsemé de quelques nuages.

## Sources
- (it) Cet article est partiellement ou en totalité issu de l’article de Wikipédia en italien intitulé « Ritratto di Agnolo Doni » (voir la liste des auteurs).